# Mixophyes hihihorlo
Espèce
Statut de conservation UICN

 DD  : Données insuffisantes
Mixophyes hihihorlo est une espèce d'amphibiens de la famille des Myobatrachidae.

## Répartition
Cette espèce est endémique de Papouasie-Nouvelle-Guinée. Elle a été découverte à environ 430 m d'altitude aux alentours de Namosado dans la province des Hautes-Terres méridionales,.

## Étymologie
Le nom de cette espèce, hihihorlo, est le nom donné à cette espèce par les Etoro.

## Publication originale
- Donnellan, Mahony & Davies, 1990 : A new species of Mixophyes (Anura: Leptodactylidae) and first record of the genus in New Guinea. Herpetologica, vol. 46, no 3, p. 266-274.